# Twórczość (tạp chí)

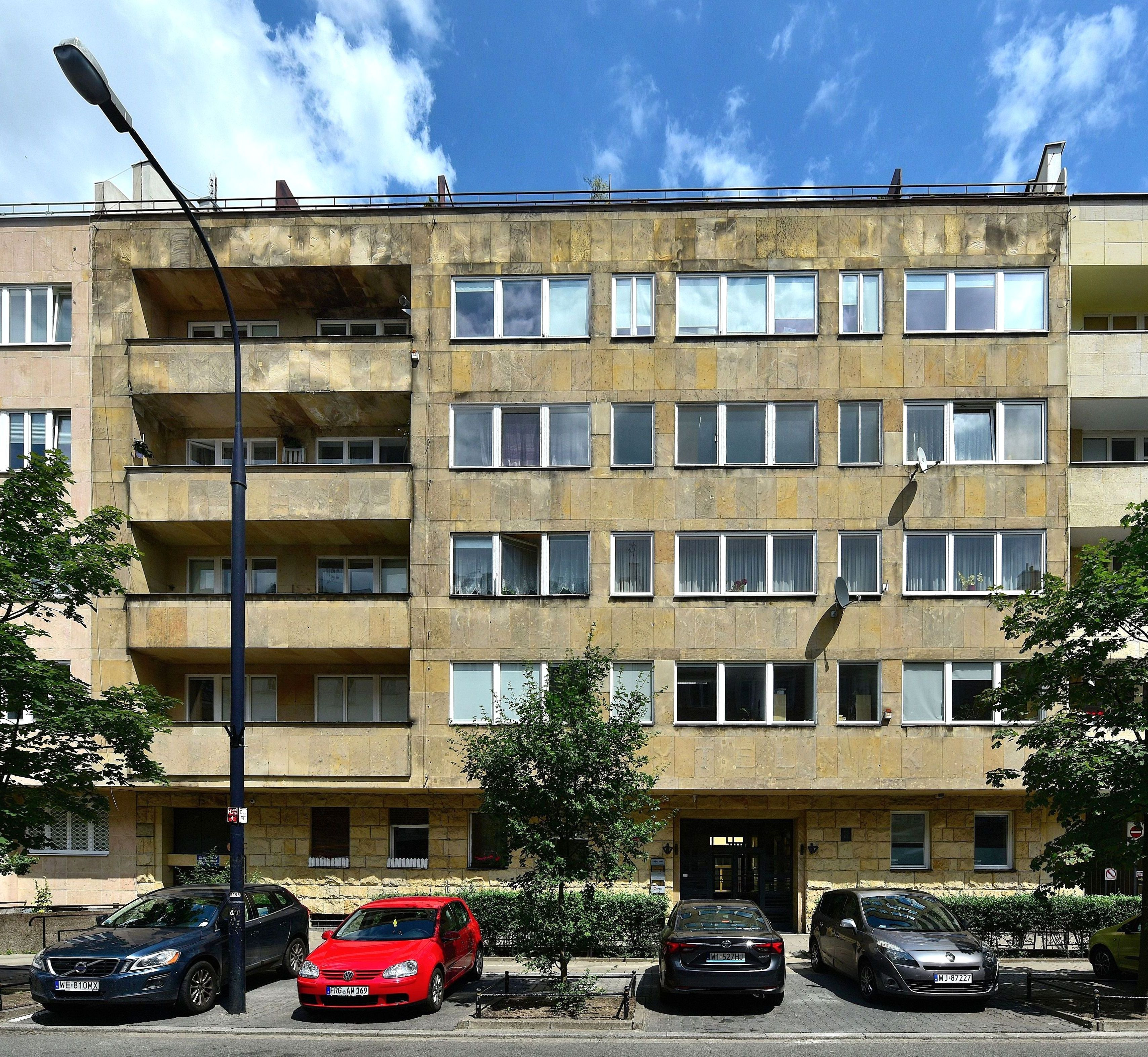
Tòa nhà ở số nhà 16 phố Wiejska, Warszawa

Twórczość (Tạm dịch: Sáng tạo) là tạp chí hàng tháng Ba Lan. Số đầu tiên ra mắt tháng 8 năm 1945 và số cuối cùng vào tháng 3 năm 2010. Đây là tạp chí văn học lâu đời nhất của Ba Lan đã được xuất bản từ tháng 8 năm 1945 , ban đầu có trụ sở tại thành phố Kraków và từ năm 1950 ở Warszawa.
Tổng biên tập của tạp chí Twórczości lần lượt như sau: năm 1945–1949 Kazimierz Wyka, năm 1950–1954 Adam Ważyk, năm 1955–1980 Jarosław Iwaszkiewicz , năm 1981–2004 Jerzy Lisowski . Từ tháng 10 năm 2004, Bohdan Zadura
là tổng biên tập.
Từ năm 1955 đến năm 1980, Jarosław Iwaszkiewicz là chủ bút tạp chí, các biên tập viên của ban biên tập là: Anna Kamieńska, Marta Fik, Julian Stryjkowski, Ziemowit Fedecki, Andrzej Kijowski, Henryk Bereza, Artur Międzyrzecki, Zdzisław Najder, Wojciech Karpinski, Jerzy Lisowski.
Tạp chí "Twórczości" xuất bản thơ và văn xuôi đương đại Ba Lan, các bài tiểu luận văn học Ba Lan và thế giới, và bài đánh giá tác phẩm văn học.
Tòa soạn toạ lạc tại số 16 phố Wiejska, thủ đô Warszawa.